# Coppa (torrent)
Pour les articles homonymes, voir Coppa (homonymie).
La Coppa est un torrent de la Province de Pavie. Il se forme près de Borgo Priolo de l’union de deux sources appelée Ghiaia de Montalto Pavese et Ghiaia de Borgoratto Mormorolo.
En aval de Borgo Priolo, il reçoit de gauche le torrent Schizzola et débouche dans la Plaine du Pô, traverse Casteggio et Bressana Bottarone et se jette dans le Pô.
Son cours est étroit et profond, le régime est torrentiel et crée la vallée du même nom.

## Sources
- (it) Cet article est partiellement ou en totalité issu de l’article de Wikipédia en italien intitulé « Coppa (torrente) » (voir la liste des auteurs).